# Petra Terhoeven
Petra Terhoeven (geboren 20. März 1969 in Düren) ist eine deutsche Historikerin und seit dem 1. Oktober 2024 Direktorin des Deutschen Historischen Instituts in Rom. Sie ist Professorin für Europäische Kultur- und Zeitgeschichte in Göttingen. Ihr Schwerpunkt ist die Geschichte des 20. Jahrhunderts in Italien und Deutschland, insbesondere die Geschichte politischer Gewalt und des Terrorismus.

## Leben
Terhoeven studierte von 1988 bis 1996 Geschichte, Germanistik und Italienisch an den Universitäten Köln und Bologna. Währenddessen führte sie von 1993 bis 1996 für das Verkehrsamt der Stadt Köln mehrsprachig durch die historischen Sammlungen und Kunstmuseen. 1996 schloss sie ihr Studium mit der Ersten Staatsprüfung für das Lehramt in Köln ab und arbeitete 1997 als wissenschaftliche Hilfskraft am Kölner Historischen Seminar.
Von 1998 bis 2001 lebte Terhoeven zu Forschungszwecken und mit Förderung durch das DHI, den DAAD und die italienische Regierung in Rom. 2002 wurde sie mit der Dissertation Liebespfand fürs Vaterland. Die Gold- und Eheringsammlung im faschistischen Italien 1935/36 an der TU Darmstadt summa cum laude promoviert. In dieser Studie untersuchte sie die Loyalität gegenüber dem faschistischen Regime multiperspektivisch anhand der Sammlung von Eheringen zum Generieren von Staatseinnahmen für den Abessinienkrieg. Dabei leistete sie einen Beitrag zur Geschlechtergeschichte sowie zur Geschichte der politischen Ikonographie und zeigte, wie die katholische Kirche in dieser Situation das Regime unterstützte.
Anschließend war Terhoeven wissenschaftliche Lektorin der Alexander-von-Humboldt-Stiftung und der Max-Planck-Gesellschaft und im Sommer 2004 wissenschaftliche Assistentin von Christoph Cornelißen an der Christian-Albrechts-Universität Kiel, anschließend war sie dort Lehrbeauftragte. Im November 2004 wurde sie zur Juniorprofessorin an die Georg-August-Universität Göttingen berufen. Nach Lehraufträgen in Luzern (2006/07) und Rom (2007/08) wurde Terhoevens Juniorprofessur 2009 verlängert (Tenure-Track). Seit November 2012 ist sie in Göttingen Professorin für Europäische Kultur- und Zeitgeschichte auf Lebenszeit.
Seit dem 1. Oktober 2024 ist sie Direktorin des Deutschen Historischen Instituts in Rom.

## Schwerpunkte
Als ihre Schwerpunkte gibt Terhoeven den italienischen Faschismus und die westeuropäische Geschichte des 20. Jahrhunderts an, zudem transnationale, visuelle und Geschlechtergeschichte. Zudem ist sie Expertin für die Geschichte politischer Gewalt und des Terrorismus im 20. Jahrhundert. Sie leitet ein Projekt über die Opfer des politischen Terrorismus. Terhoeven gibt die Schriftenreihen Italien in der Moderne (seit 2006) und Veröffentlichungen des Zeitgeschichtlichen Arbeitskreises Niedersachsen (seit 2013) mit heraus. Seit 2015 ist sie Mitherausgeberin der Zeitschrift Visual History. Rivista internazionale di storia e critica dell’immagine.
Terhoevens Schrift über den Deutschen Herbst in Europa wurde 2014 nach zehnjähriger Forschung veröffentlicht. Darin untersucht sie die transnationalen Verbindungen des Linksterrorismus der Roten Armee Fraktion in andere europäische Länder, insbesondere nach Italien. Ihre Studie sei ein „geschichtswissenschaftlicher Meilenstein“, so der RAF-Experte Jan-Hendrik Schulz. Sie arbeitete dabei vor allem die Rolle von Rechtsanwälten und Intellektuellen (Rudi Dutschke und Giangiacomo Feltrinelli) in der transnationalen Kommunikation und wechselseitigen Radikalisierung heraus. Neben Seitenblicken auf Frankreich behandelt sie schwerpunktmäßig den deutsch-italienischen  Austauschprozess.
Als Expertin für die Geschichte der RAF ist Terhoeven – insbesondere zum Jahrestag des Deutschen Herbstes 2017 – häufig in den Medien aufgetreten. In dieser Eigenschaft informierte sie 2017 den Bundespräsidenten Frank-Walter Steinmeier über den Forschungsstand zum Linksterrorismus.
Terhoeven gehört dem wissenschaftlichen Beirat des „Landshut“-Projekts an, der das Dornier-Museum in Friedrichshafen bei der Entwicklung und Umsetzung der Ausstellung über die Entführung des Flugzeuges „Landshut“ begleitet. Sie fordert, Historikern Zugang zu allen staatlichen Akten über die Todesnacht von Stammheim nach der Landshut-Entführung zu gewähren: „Es wäre höchste Zeit, den letzten Nebel des Deutschen Herbstes zu verscheuchen.“ Zugleich sei es „offenkundig“, dass die Terroristen im Oktober 1977 in Stuttgart-Stammheim Selbstmord begangen haben.
Im Zuge ihrer Arbeit hielt Terhoeven auch die Gedenkrede beim ersten nationalen Gedenktag für die Opfer terroristischer Gewalt 2022 und wurde 2023 in die Historikerkommission zur Aufarbeitung des Olympia-Attentats von 1972 berufen.
Auf Terhoevens Initiative hin erließ der Verband der Historiker und Historikerinnen Deutschlands am 27. September 2018 auf dem 52. Historikertag in Münster eine Resolution „zu gegenwärtigen Gefährdungen der Demokratie“.

## Schriften
- Liebespfand fürs Vaterland. Krieg, Geschlecht und faschistische Nation in der Gold- und Eheringsammlung 1935/36 (= Bibliothek des Deutschen Historischen Instituts Rom. Band 105). Max Niemeyer, ISBN 3-484-82105-1, Tübingen 2003 (Übersetzung ins Italienische: Bologna 2005).[20][21]
- (Hrsg.): Italien, Blicke. Neue Perspektiven auf die italienische Geschichte des späten 19. und 20. Jahrhunderts. Vandenhoeck & Ruprecht, Göttingen 2010, ISBN 978-3-525-55785-3.
- (Hrsg. mit Christoph Cornelißen und Brunello Mantelli): Il decennio rosso. Contestazione sociale e conflitto politico in Germania ed in Italia negli anni Sessanta e Settanta (= Quaderni dell’Istituto storico italo-germanico in Trento. Band 85). Il Mulino, Bologna 2012, ISBN 978-88-15-23790-3.
- Deutscher Herbst in Europa. Der Linksterrorismus der siebziger Jahre als transnationales Phänomen. Oldenbourg, München 2014, ISBN 978-3-486-71866-9 (zugleich Habilitationsschrift, Universität Göttingen).[10]
- Die Rote Armee Fraktion. Eine Geschichte terroristischer Gewalt (= Beck Wissen. Band 2878). C. H. Beck, München 2017, ISBN 978-3-406-71235-7.[22][23]